# IV liga polska w piłce siatkowej mężczyzn
IV liga polska w piłce siatkowej mężczyzn (zwana również w niektórych regionach II ligą wojewódzką w piłce siatkowej mężczyzn) jest piątą w hierarchii, ostatnią ligą – po PLS (PlusLidze i PLS 1. Lidze), II lidze i III lidze – klasą męskich ligowych rozgrywek siatkarskich w Polsce. Rywalizacja w niej toczy się co sezon, systemem ligowym oraz w niektórych województwach później systemem play-off – o awans do III ligi. Za jej prowadzenie odpowiadają Wojewódzkie Związki Piłki Siatkowej. Rozgrywki na tym szczeblu prowadzone są tylko w wybranych województwach. Najlepsza drużyna bądź drużyny każdego z województw awansują do III ligi. Jest to najniższy męski siatkarski poziom ligowy w Polsce.

## Związki organizujące
- Dolnośląski Związek Piłki Siatkowej
- Małopolski Związek Piłki Siatkowej
- Mazowiecko-Warszawski Związek Piłki Siatkowej
- Podkarpacki Wojewódzki Związek Piłki Siatkowej
- Świętokrzyski Związek Piłki Siatkowej
- Śląski Związek Piłki Siatkowej